# Kuba na Letních olympijských hrách 1992
Kubu na Letních olympijských hrách 1992 ve španělské Barceloně reprezentovalo 176 sportovců, z toho 126 mužů a 50 žen. Nejmladším účastníkem byl Mario González (16 let, 360 dní), nejstarším pak Roberto Ojeda (50 let, 137 dní). Reprezentanti vybojovali 31 medailí, z toho 14 zlatých, 6 stříbrných a 11 bronzových.

## Medailisté
| Medaile | Jméno                                                                          | Sport    | Disciplína                       |
| ------- | ------------------------------------------------------------------------------ | -------- | -------------------------------- |
| Zlato   | Javier Sotomayor                                                               | atletika | Muži skok vysoký                 |
| Zlato   | Maritza Marténová                                                              | atletika | Ženy hod diskem                  |
| Zlato   | Héctor Vinent                                                                  | box      | muži velterová váha do 63.5 kg   |
| Zlato   | Félix Savón                                                                    | box      | muži váha těžká do 91 kg         |
| Zlato   | Rogelio Marcelo                                                                | box      | muži váha lehká muší do 49 kg    |
| Zlato   | Juan Carlos Lemus                                                              | box      | muži váha lehkotěžká do 71 kg    |
| Zlato   | Ariel Hernández                                                                | box      | muži váha střední do 75 kg       |
| Zlato   | Joël Casamayor                                                                 | box      | muži váha bantamová do 54 kg     |
| Zlato   | Roberto Balado                                                                 | box      | muži váha supertěžká nad 91 kg   |
| Zlato   | Odalis Revéová                                                                 | judo     | ženy střední do 66 kg            |
| Zlato   | Alejandro Puerto                                                               | zápas    | muži volný styl do 57 kg         |
| Zlato   | Héctor Milián                                                                  | zápas    | muži řecko-římský do 100 kg      |
| Zlato   | Družstvo mužů                                                                  | Baseball | turnaj mužů                      |
| Zlato   | Družstvo žen                                                                   | Volejbal | turnaj žen                       |
| Stříbro | Norberto Tellez Lázaro Martínez Héctor Herrera Roberto Hernández               | atletika | Muži štafeta 4 × 400 m           |
| Stříbro | Juan Hernández Sierra                                                          | box      | muži váha lehká střední do 67 kg |
| Stříbro | Raúl González                                                                  | box      | muži váha muší do 52 kg          |
| Stříbro | Estela Rodríguezová                                                            | judo     | ženy těžká nad 72 kg             |
| Stříbro | Pablo Lara                                                                     | vzpírání | muži střední váha do 75 kg       |
| Stříbro | Oscar García Hermenegildo García Tulio Díaz Guillermo Betancourt Elvis Gregory | šerm     | fleret družstvo mužů             |
| Bronz   | Andrés Simón Joel Lamela Joel Isasi Jorge Aguilera                             | atletika | Muži štafeta 4 × 100 m           |
| Bronz   | Ana Fidelia Quirotová                                                          | atletika | Ženy běh na 800 m                |
| Bronz   | Ioamnet Quinterová                                                             | atletika | Ženy skok vysoký                 |
| Bronz   | Roberto Moya                                                                   | atletika | Muži hod diskem                  |
| Bronz   | Amarilis Savónová                                                              | judo     | ženy superlehká do 48 kg         |
| Bronz   | Israel Hernández                                                               | judo     | muži pololehká do 65 kg          |
| Bronz   | Driulis Gonzálezová                                                            | judo     | ženy lehká do 56 kg              |
| Bronz   | Wilber Sánchez                                                                 | zápas    | muži řecko-římský do 48 kg       |
| Bronz   | Lázaro Reinoso                                                                 | zápas    | muži volný styl do 62 kg         |
| Bronz   | Juan Marén                                                                     | zápas    | muži řecko-římský do 62 kg       |
| Bronz   | Elvis Gregory                                                                  | šerm     | muži fleret                      |